# Marek Czapka
Marek Czapka – polski tangsudoka, wychowanek pioniera stylu tangsudo w Polsce Marcina Kostyry.  
- Mistrz świata Tang Soo Do WWTF 2009 (Rotterdam, Holandia)[1]
- Mistrz świata Tang Soo Do CTSDF 2009(Puławy, Polska)
- Mistrz świata taekwondo Reunite ITF 2014 (Marina di Carrara, Włochy)
- Mistrz Europy Taekwon-do TI 2017 (Częstochowa, Polska)
- Wicemistrz Europy Voievod 2008 (Kiszyniów, Mołdawia)
- Wicemistrz Europy Tang Soo Do 2008 (Monachium, Niemcy)
- Wielokrotny mistrz Polski w Tang Soo Do i taekwondo w konkurencjach układów formalnych.

Posiada stopień mistrzowski 5 dan w Tang Soo Do oraz 4 dan w taekwondo (PUT/ITF Union).
Sędzia główny Polskiej Federacji Tang Soo Do w latach 2010–2016. Wiceprezes Polskiej Federacji Tang Soo Do w latach 2019-2021. Sędzia międzynarodowy Taekwondo International klasy A. Sędzia 1 klasy Związku Sportowego Polska Unia Taekwon-do. 
Trenuje sztuki walki od 2003 roku. Zawodnik KS „Centrum Tang Soo Do” Puławy w latach 2006–2011.